# Simone Gonin
Simone Gonin (Savigliano, 23 agosto 1989) è un giocatore di curling italiano.
Ha preso parte a due edizione dei Giochi olimpici invernali, nel 2018 e nel 2022.

## Palmarès

### Mondiali
- Bronzo a Las Vegas 2022

### Europei
- Bronzo a Tallinn 2018
- Bronzo a Lillehammer 2021

### Europei juniores
- Oro a Praga 2012.